# Rick Colella
Richard „Rick“ Phillip Colella, Jr. (* 14. Dezember 1951 in Seattle) ist ein Schwimmer aus den Vereinigten Staaten. Bei den Olympischen Spielen 1976 gewann er eine Bronzemedaille im 200-Meter-Brustschwimmen. Bei Weltmeisterschaften erhielt er eine Gold-, eine Silber- und eine Bronzemedaille. Bei Panamerikanischen Spielen erschwamm er vier Goldmedaillen. Ab 1990 war Colella als Altersklassenschwimmer erfolgreich.

## Sportliche Karriere
Rick Colella begann im Alter von acht Jahren mit dem Schwimmsport und folgte damit seiner älteren Schwester Lynn Colella. Als Student der University of Washington nahm er 1970 an der Universiade in Turin teil. Er siegte auf der 200-Meter-Brust-Strecke vor Nikolai Pankin aus der Sowjetunion und gewann die Silbermedaille im 400-Meter-Lagenschwimmen hinter seinem Landsmann Steve Power. 1971 nahm Colella an den Panamerikanischen Spielen in Cali teil. Über 200 Meter Brust siegte er vor dem Mexikaner Felipe Muñoz. Über 400 Meter Lagen erhielt er die Bronzemedaille hinter seinem Landsmann Steve Furniss und dem Mexikaner Ricardo Marmolejo. 1972 bei den Olympischen Spielen in München trat Colella nur über 200 Meter Brust an. Er erreichte das Finale mit der viertschnellsten Vorlaufzeit. Im Finale siegte sein Landsmann John Hencken vor dem Briten David Wilkie und dem Japaner Nobutaka Taguchi. Colella belegte mit 0,4 Sekunden Rückstand auf Taguchi den vierten Platz. Zwei Sekunden hinter Colella wurde Felipe Muñoz Fünfter.
1973 wurden erstmals Schwimmweltmeisterschaften ausgetragen. Bei der Premiere in Belgrad gewann Colella eine Bronzemedaille über 400 Meter Lagen hinter dem Ungarn András Hargitay und seinem Landsmann Rod Strachan. Colella trat auch in beiden Brustdisziplinen an und belegte jeweils den sechsten Platz. Zwei Jahre später trat er bei den Weltmeisterschaften in Cali ebenfalls in drei Disziplinen an. Er belegte den vierten Platz über 100 Meter Brust und erschwamm hinter David Wilkie die Silbermedaille über 200 Meter vor Nikolai Pankin. Die 4-mal-100-Meter-Lagenstaffel der Vereinigten Staaten mit John Murphy, Rick Colella, Greg Jagenburg und Andy Coan gewann den Titel vor der Staffel aus der Bundesrepublik Deutschland. Drei Monate später bei den Panamerikanischen Spielen in Mexiko-Stadt belegte Colella über 400 Meter Lagen den zweiten Platz hinter Steve Furniss. Colella gewann aber beide Bruststrecken und siegte zuletzt auch mit der Lagenstaffel in der Besetzung Peter Rocca, Colella, Michael Curington und Jack Babashoff. 1976 trat Colella bei den Olympischen Spielen in Montreal noch einmal auf der 200-Meter-Bruststrecke an. Er erreichte das Finale mit der zweitschnellsten Zeit hinter David Wilkie. Im Finale siegte Wilkie vor Hencken, zwei Sekunden hinter Hencken schlug Colella 0,22 Sekunden vor dem Kanadier Graham Smith an und erhielt die Bronzemedaille. Seit seiner Graduierung schwamm Coella für den Totem Lake Swim Club. Neben seinen internationalen Erfolgen gewann er auch drei Meistertitel der Amateur Athletic Union.
Danach begann Colella seine Berufslaufbahn bei Boeing als Flugdienstberater, die er 2013 beendete. In seiner Freizeit joggte er und war im Winter als Langläufer, im Sommer als Kanufahrer sportlich aktiv. Für die Goodwill Games 1990 in Seattle entstand dort ein neues Schwimmstadion und Colella begann wieder mit dem Schwimmsport. In den nächsten dreißig Jahren stellte er 47 Altersklassenweltrekorde auf. Er führte 31-mal die Weltjahresbestenliste auf der 50-Meter-Bahn und 23-mal auf der 25-Meter-Bahn an und das nicht nur in seiner alten Paradedisziplin im Brustschwimmen, sondern auch im Freistil-, Schmetterlings- und Lagenschwimmen. Im Jahr 2019 wurde er für seine Leistungen als Altersklassenschwimmer in die Ruhmeshalle des internationalen Schwimmsports aufgenommen.